# Mad Max (filmserie)

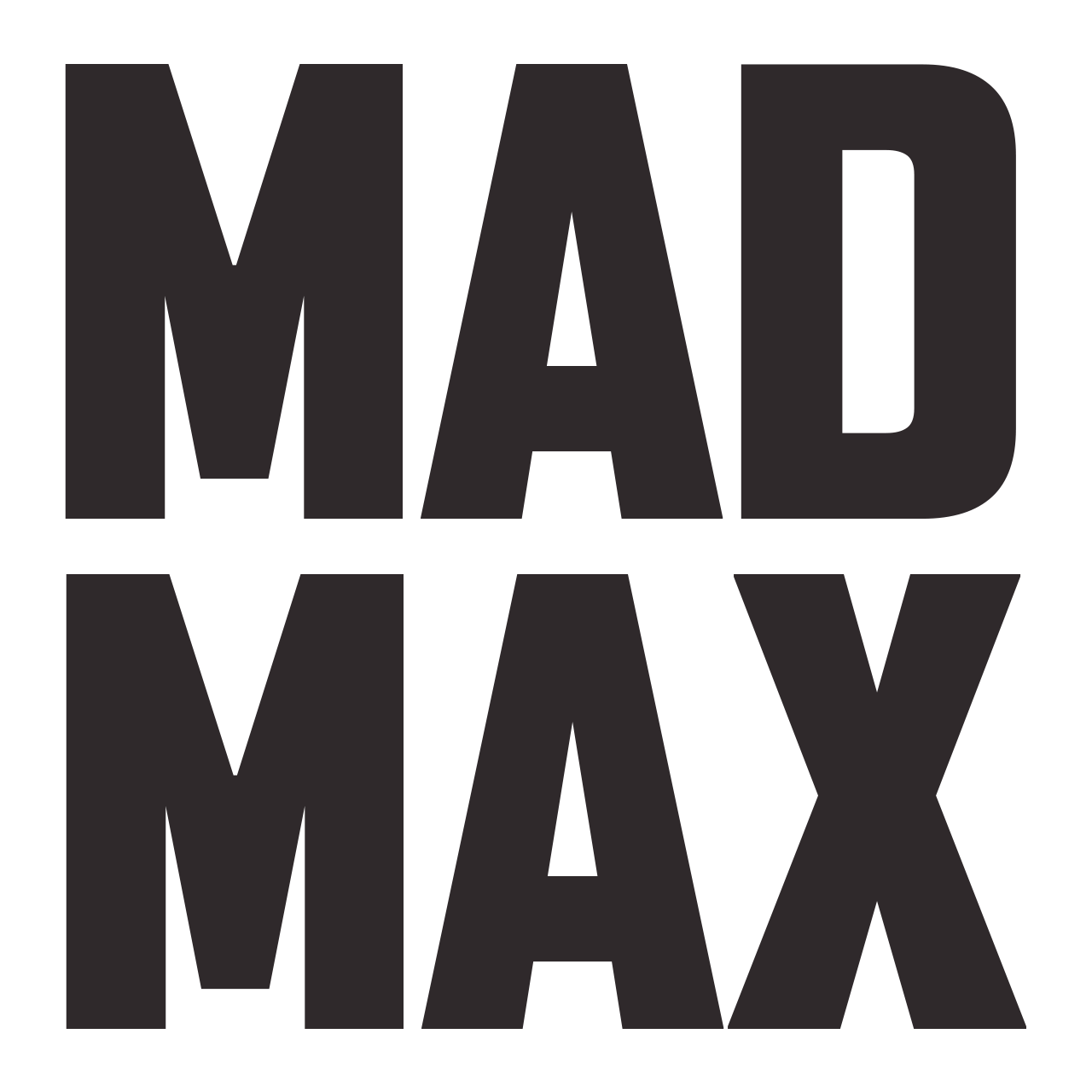
Mad Max-logo

Mad Max is een Australische mediafranchise bestaande uit een reeks postapocalyptische en dystopische actiefilms. De franchise begon in 1979 met Mad Max en werd gevolgd door drie sequels: Mad Max 2 (1981), Mad Max Beyond Thunderdome (1985) en Mad Max: Fury Road (2015). In 2024 verscheen de spin-off Furiosa: A Mad Max Saga. In de eerste drie films vertolkte Mel Gibson het titelpersonage van de serie, Max Rockatansky. Tom Hardy en Jacob Tomuri speelden het personage in de twee latere films.
Het hoofdpersonage is Max Rockatansky, een politieagent in een toekomstig Australië dat geteisterd wordt door een maatschappelijke instorting als gevolg van oorlog, ernstige tekorten aan grondstoffen en ecocide. Naarmate Australië verder afglijdt naar barbaarsheid, wordt Max een dwalende zwerver in de woestenij. Hij komt regelmatig overgebleven stukjes beschaving tegen en raakt verstrikt in hun politieke machinaties of persoonlijke problemen. Max, die gewoonlijk op zijn hoede is voor anderen, worstelt vaak met de beslissing of hij anderen moet helpen of zijn eigen weg moet gaan. Uiteindelijk helpt hij de overlevenden net op tijd voordat hij opnieuw de woestenij in trekt.

## Uitgangspunt en continuïteit
De exacte oorzaken van de ineenstorting van de beschaving in de serie worden nooit gespecificeerd, maar er worden wel enkele details gegeven. In de tijdlijn van de oorspronkelijke drie films verergerde de oliecrisis van 1979, veroorzaakt door de Iraanse Revolutie, wat leidde tot wereldwijde energietekorten en onrust. De spanningen liepen hoog op toen Iraanse troepen Saoedi-Arabië aanvielen, wat leidde tot een enorme oorlog in het Midden-Oosten en de rest van de wereld. In de tijdlijn van de latere twee films vond de ineenstorting plaats rond de jaren 2010 en werd veroorzaakt door een combinatie van grondstoffenoorlogen en de daaropvolgende milieuschade.
De eerste Mad Max-film speelt zich af in de oorspronkelijke tijdlijn en is een overwegend traditioneel oorsprongsverhaal. In een dystopisch Australië waar de overheid haar burgers niet langer effectief kan beschermen, is Max Rockatansky een bekwame politieagent die de orde op de snelwegen probeert te handhaven. Wanneer Max met zijn gezin op vakantie gaat naar het strand, vermoordt een gewelddadige motorbende zijn vrouw en kind. Max doodt de bende uit wraak. Gedesillusioneerd door de ineenstorting van de geordende samenleving, neemt Max ontslag en wordt een zwerver in de steeds verder uitbreidende woestenij.
De resterende Mad Max-films volgen Max' komen en gaan in de woestenij. In Mad Max 2 heeft een wereldoorlog de resterende wereldregeringen vernietigd. De oude samenleving is in feite ingestort en bendes en krijgsheren domineren de woestenij. Er blijven geïsoleerde nederzettingen van beschaving over, die wanhopig resten van pre-apocalyptische technologie bewaren, met name olieraffinaderijen (Mad Max 2, Furiosa, Fury Road). Ten tijde van Beyond Thunderdome, Furiosa en Fury Road was de samenleving gedegenereerd tot een ruileconomie, met wijdverbreide slavernij en gedwongen prostitutie. Furiosa en Fury Road suggereren ook dat het christendom en andere wereldgodsdiensten van vóór de apocalyps zijn vervangen door nieuwe religies die oorspronkelijk uit de woestenij komen. Hoewel het grootste deel van de woestenij woestijnachtig lijkt, zijn er een paar groene gebieden, zoals te zien is in Beyond Thunderdome en Furiosa.
Tijdens zijn omzwervingen komt Max regelmatig overgebleven stukjes beschaving tegen en raakt verstrikt in hun politieke machinaties of persoonlijke problemen. Meestal gaat Max mee uit eigenbelang, maar uiteindelijk worden zijn motieven altruïstischer. Mad Max-films belichten doorgaans de strijd van hun hoofdpersonages om hun menselijkheid terug te vinden in een dystopische woestenij die hen heeft geleerd weinig waarde te hechten aan vriendelijkheid en fatsoen.
De meeste Mad Max-films worden verteld vanuit het perspectief van een onbetrouwbare verteller die het verhaal vele jaren na de feiten opnieuw vertelt, wat suggereert dat de personages van Max en Furiosa zijn overgegaan in de folklore van een overlevende beschaving. Miller ziet Mad Max "als een reeks legendes over het titelpersonage, het soort kampvuurverhalen dat in de woestenij bij duisternis zou kunnen worden rondverteld." Omdat Mad Max-films over het algemeen als folklore worden verteld, heeft de Mad Max-franchise zich historisch gezien minder beziggehouden met continuïteit dan de meeste sciencefiction- of fantasyfranchises, zoals Star Wars of Star Trek. Er is "geen strikte chronologie" en de films mogen elkaar tegenspreken. Minstens één criticus heeft gesuggereerd dat "de canon van de franchise op geen enkele manier te verzoenen is, behalve door de introductie van tijdreizen."

## Films

### Mad Max (1979)
Mad Max is een Australische actiefilm uit 1979, geregisseerd door George Miller en geschreven door Miller en James McCausland, naar een verhaal van Miller en producer Byron Kennedy. De film speelt zich "binnen een paar jaar" af en vertelt het verhaal van politieagent Max Rockatansky, die herhaaldelijk wordt aangevallen door een criminele motorbende te midden van een bredere maatschappelijke instorting. Max kampt met tegenstrijdige verlangens om enerzijds thuis te blijven bij zijn gezin en anderzijds achter de motorrijders aan te gaan.
De film, met de toen nog onbekende Mel Gibson in de hoofdrol, werd internationaal uitgebracht in 1980. Het werd een van de meest succesvolle Australische films en heeft het pad geëffend voor de wereldwijde markt voor Australische New Wave-films. Twintig jaar lang was de film recordhouder in het Guinness Book of Records voor de meest winstgevende film ooit gemaakt. Het record werd in 1999 overgenomen door The Blair Witch Project.

### Mad Max 2 (1981)
Mad Max 2 (uitgebracht als The Road Warrior in de Verenigde Staten) is een Australische postapocalyptische actiefilm uit 1981, geregisseerd door George Miller en geschreven door Miller, Terry Hayes en Brian Hannant. Mel Gibson keerde terug als Max Rockatansky. In deze film is de maatschappelijke ineenstorting die in Mad Max begon, ontaard in een wereldwijde apocalyps, waarvoor de proloog van de film extra achtergrondinformatie biedt. Max, die nu door de postapocalyptische woestenij dwaalt, ontmoet een gemeenschap van olieboorders die zich proberen te verdedigen tegen een rondtrekkende bende plunderaars. De film heeft een archetypisch "westernmotief", evenals Max' rol als een gehard man die zijn menselijkheid herontdekt. Miller legde uit dat de Mad Max-films "in feite vooruitkijken naar het verleden ... op dezelfde manier dat de Amerikaanse western allegorische figuren toeliet die moraliserende verhalen in een landschap naspeelden."
Dit vervolg op Mad Max was een wereldwijd kassucces dat de carrière van Mel Gibson verder een impuls gaf.

### Mad Max Beyond Thunderdome (1985)
Mad Max Beyond Thunderdome uit 1985 is het derde deel in de franchise. De film werd geregisseerd door George Miller en George Ogilvie en geschreven door Miller en Terry Hayes. Mel Gibson en Tina Turner vertolken de hoofdrollen. In deze film zwerft Max nog steeds door de woestenij. De beschaving is overgegaan op een ruilhandel en  gladiatorengevechten vormen een belangrijke bron van vermaak. Nadat rovers Max' bezittingen stelen, rekruteert Aunty Entity (gespeeld door Turner), de heerseres van Bartertown, Max om een politieke rivaal te bevechten in haar "Thunderdome", met de belofte zijn bezittingen te vervangen als hij wint. Daarnaast ontmoet Max ook een verloren stam kinderen.
Miller verloor aanvankelijk zijn interesse in het project nadat zijn vriend en producer Byron Kennedy omkwam bij een helikoptercrash, maar hij stemde er later mee in om verder te gaan met de hulp van Ogilvie. De filmmuziek werd gecomponeerd door Maurice Jarre.

### Mad Max: Fury Road (2015)
Mad Max: Fury Road, de vierde film in de franchise, is een postapocalyptische actiefilm uit 2015, geregisseerd door George Miller en geschreven door Miller, Brendan McCarthy en Nico Lathouris. Tom Hardy speelt Mad Max en Charlize Theron is zijn onwaarschijnlijke bondgenoot Imperator Furiosa. In deze film hebben de overblijfselen van de pre-apocalyptische beschaving plaatsgemaakt voor een systeem van meedogenloze krijgsheren, die de resterende landbouw- en industriële centra van Australië domineren met hun privélegers. Max, die nog steeds door de woestenij zwerft, wordt gevangengenomen door krijgsheer Immortan Joe, maar grijpt de kans om te ontsnappen wanneer Joe's luitenant Furiosa zelf probeert te ontsnappen uit Joe's fort met de overgebleven vrouwen van Immortan Joe. Max en Furiosa bundelen hun krachten om Joe's leger af te weren, zodat ze Furiosa's thuis, de "Green Place", kunnen bereiken, vanwaar ze twintig jaar eerder werd ontvoerd.
De film kende een bijzonder moeilijke ontwikkelingsfase. Mel Gibson zou in 2003 terugkeren als Max, maar de productie ging niet door. In 2009 werd er opnieuw naar locaties gezocht, maar de productie werd uitgesteld tot juni 2012 vanwege ongewoon veel neerslag waardoor vegetatie in de Australische woestijn groeide, wat afbreuk deed aan het postapocalyptische gevoel dat Miller wilde. De opnames vonden uiteindelijk het jaar daarop plaats in Namibië.
In 2016 kon Fury Road zes van zijn tien Academy Award-nominaties verzilveren. De zes overwinningen waren meer dan welke andere film dan ook dat jaar. Op Metacritic stond Fury Road meer dan welke andere film dan ook bovenaan in de lijsten van critici met de beste films van het decennium. Twintig critici plaatsten de film zelfs op nummer één, meer dan twee keer zoveel als de nummer twee, Moonlight. Bovendien werd Mad Max: Fury Road in 2016 door de BBC onder 177 filmcritici uitgeroepen tot de 19e beste film van de 21e eeuw.

### Furiosa: A Mad Max Saga (2024)
Furiosa: A Mad Max Saga, de vijfde film in de franchise, is een postapocalyptische actiefilm uit 2024, geregisseerd door George Miller en geschreven door Miller en Nico Lathouris. Het is een prequel op Fury Road. Miller zei dat hoewel de franchise "geen strikte chronologie" heeft, deze zich "waarschijnlijk" afspeelt na Beyond Thunderdome. De film heeft Anya Taylor-Joy in de hoofdrol als Furiosa en Chris Hemsworth als haar tegenstander, de krijgsheer Dementus. Daarnaast speelt Jacob Tomuri Mad Max in een cameo. In deze oorsprongsfilm wordt Furiosa ontvoerd uit de "Green Place" door leden van Dementus' Biker Horde, terwijl Dementus haar later verkoopt aan Immortan Joe. In de daaropvolgende tien jaar traint ze als soldaat en monteur, zodat ze wraak kan nemen op Dementus voor de moord op haar moeder.
Tijdens het schrijven van Fury Road ontdekten Miller en McCarthy dat ze genoeg verhaalmateriaal hadden voor twee extra scripts, waarvan er één zich concentreerde op Imperator Furiosa. In maart 2020 werd aangekondigd dat Miller was begonnen met het casten van nieuwe actrices voor de titelrol. Miller overwoog digitale technologie te gebruiken om Charlize Theron eruit te laten zien alsof ze in de twintig was, maar besloot dat de technologie de griezelvallei nog niet had overwonnen. Hoewel Furiosa, net als Fury Road, werd verstoord door slecht weer in Australië, zorgde vooruitgang in VFX-technologie ervoor dat de Furiosa-opnames in Australië konden doorgaan zoals oorspronkelijk gepland. De opnames vonden plaats van juni tot oktober 2022.

## Rolbezetting en filmploeg

### Rolbezetting
| Personages           | Films            | Films           | Films                      | Films                     | Films                       |
| Personages           | Mad Max          | Mad Max 2       | Mad Max Beyond Thunderdome | Mad Max: Fury Road        | Furiosa: A Mad Max Saga     |
| Personages           | 1979             | 1981            | 1985                       | 2015                      | 2024                        |
| -------------------- | ---------------- | --------------- | -------------------------- | ------------------------- | --------------------------- |
| Max Rockatansky      | Mel Gibson       | Mel Gibson      | Mel Gibson                 | Tom Hardy                 | Jacob Tomuri                |
| Gyro Captain         |                  | Bruce Spence    | Bruce Spence               |                           |                             |
| Jedediah the Pilot   |                  | Bruce Spence    | Bruce Spence               |                           |                             |
| Imperator Furiosa    |                  |                 |                            | Charlize Theron           | Anya Taylor-JoyAlyla Browne |
| Immortan Joe Moore   |                  |                 |                            | Hugh Keays-Byrne          | Lachy Hulme                 |
| Rictus Erectus       |                  |                 |                            | Nathan Jones              | Nathan Jones                |
| The Organic Mechanic |                  |                 |                            | Angus Sampson             | Angus Sampson               |
| The People Eater     |                  |                 |                            | John Howard               | John Howard                 |
| The Bullet Farmer    |                  |                 |                            | Richard Carter            | Lee Perry                   |
| The Doof Warrior     |                  |                 |                            | iOTA                      | iOTA                        |
| Jessie Rockatansky   | Joanne Samuel    |                 |                            |                           |                             |
| Sprog Rockatansky    | Brendan Heath    |                 |                            |                           |                             |
| Benno Swaisey        | Max Fairchild    |                 |                            |                           |                             |
| Toecutter            | Hugh Keays-Byrne |                 |                            |                           |                             |
| Jim "Goose" Rains    | Steve Bisley     |                 |                            |                           |                             |
| Bubba Zanetti        | Geoff Parry      |                 |                            |                           |                             |
| Johnny the Boy       | Tim Burns        |                 |                            |                           |                             |
| May Swaisey          | Sheila Florence  |                 |                            |                           |                             |
| Nightrider           | Vincent Gil      |                 |                            |                           |                             |
| The Humungus         |                  | Kjell Nilsson   |                            |                           |                             |
| Wez                  |                  | Vernon Wells    |                            |                           |                             |
| The Feral Kid        |                  | Emil Minty      |                            |                           |                             |
| Warrior Woman        |                  | Virginia Hey    |                            |                           |                             |
| Pappagallo           |                  | Michael Preston |                            |                           |                             |
| Aunty Entity         |                  |                 | Tina Turner                |                           |                             |
| Savannah Nix         |                  |                 | Helen Buday                |                           |                             |
| Jedediah Jr.         |                  |                 | Adam Cockburn              |                           |                             |
| Pig Killer           |                  |                 | Robert Grubb               |                           |                             |
| Ironbar Bassey       |                  |                 | Angry Anderson             |                           |                             |
| Nux                  |                  |                 |                            | Nicholas Hoult            |                             |
| Splendid Angharad    |                  |                 |                            | Rosie Huntington-Whiteley |                             |
| Capable              |                  |                 |                            | Riley Keough              |                             |
| The Dag              |                  |                 |                            | Abbey Lee                 |                             |
| Toast the Knowing    |                  |                 |                            | Zoë Kravitz               |                             |
| Cheedo the Fragile   |                  |                 |                            | Courtney Eaton            |                             |
| Slit                 |                  |                 |                            | Josh Helman               |                             |
| Keeper of the Seeds  |                  |                 |                            | Melissa Jaffer            |                             |
| Warlord Dr. Dementus |                  |                 |                            |                           | Chris Hemsworth             |
| Praetorian Jack      |                  |                 |                            |                           | Tom Burke                   |
| War Boy              |                  |                 |                            |                           | Daniel Webber               |
| Mary Jabassa         |                  |                 |                            |                           | Charlee Fraser              |

### Filmploeg
|                  | Mad Max                         | Mad Max 2                                     | Mad Max Beyond Thunderdome                    | Mad Max: Fury Road                                                            | Furiosa: A Mad Max Saga                   |
| 1979             | 1981                            | 1985                                          | 2015                                          | 2024                                                                          |                                           |
| ---------------- | ------------------------------- | --------------------------------------------- | --------------------------------------------- | ----------------------------------------------------------------------------- | ----------------------------------------- |
| Regisseur        | George Miller                   | George Miller                                 | George Miller                                 | George Miller                                                                 | George Miller                             |
| Producent        | Byron Kennedy                   | Byron Kennedy                                 | George Miller                                 | Doug Mitchell, George Miller, PJ Voeten                                       | Doug Mitchell, George Miller              |
| Scenarist        | James McCausland, George Miller | Terry Hayes, George Miller, Brian Hannant     | Terry Hayes, George Miller                    | George Miller, Brendan McCarthy, Nico Lathouris                               | George Miller, Nico Lathouris             |
| Montage          | Tony Paterson, Cliff Hayes      | David Stiven, Tim Wellburn, Michael Balson    | Richard Francis-Bruce                         | Margaret Sixel                                                                | Eliot Knapman, Margaret Sixel             |
| Cinematografie   | David Eggby                     | Dean Semler                                   | Dean Semler                                   | John Seale                                                                    | Simon Duggan                              |
| Muziek           | Brian May                       | Brian May                                     | Maurice Jarre                                 | Junkie XL                                                                     | Tom Holkenborg                            |
| Productiebedrijf | Kennedy Miller Productions      | Kennedy Miller Entertainment                  | Kennedy Miller Productions                    | Village Roadshow Pictures, RatPac-Dune Entertainment, Kennedy Miller Mitchell | Kennedy Miller Mitchell                   |
| Distributeur     | Roadshow Film Distributors      | Warner Bros. (via Roadshow Film Distributors) | Warner Bros. (via Roadshow Film Distributors) | Roadshow Entertainment, Warner Bros. Pictures                                 | Warner Bros. Pictures, Universal Pictures |

## Ontvangst
| Film                       | Budget                | Opbrengst (wereldwijd) | Rotten Tomatoes     | Metacritic        |
| -------------------------- | --------------------- | ---------------------- | ------------------- | ----------------- |
| Mad Max                    | A$ 350.000–400.000    | US$ 100 miljoen        | 89% (70 recensies)  | 73 (14 recensies) |
| Mad Max 2                  | A$ 4,5 miljoen        | US$ 36 miljoen         | 93% (61 recensies)  | 77 (15 recensies) |
| Mad Max Beyond Thunderdome | $ 10 miljoen          | $ 36 miljoen           | 81% (57 recensies)  | 71 (18 recensies) |
| Mad Max: Fury Road         | $ 154,6–185,2 miljoen | $ 380,5 miljoen        | 97% (439 recensies) | 90 (51 recensies) |
| Furiosa: A Mad Max Saga    | $ 168 miljoen         | $ 174,3 miljoen        | 90% (419 recensies) | 79 (64 recensies) |

## Andere media
Er bestaat veel merchandising gebaseerd op de Mad Max-franchise, waaronder romans, stripverhalen, computerspelllen en dergelijke meer.

### Boeken
De eerste drie films zijn ook verschenen in romanvorm:
- (en) Kaye, Terry (1979). Mad Max. Circus Books. ISBN 0-86826-037-1.
- (en) Ruhen, Carl (1981). Mad Max 2. QB Books. ISBN 0-7255-1183-4.
- (en) Vinge, Joan D. (1985). Mad Max Beyond Thunderdome. Warner Books. ISBN 0-446-32951-7.

### Computerspellen
Mad Max is een computerspel uit 1990 voor het Nintendo Entertainment System, ontwikkeld door Gray Matter en uitgegeven door Mindscape. Het is gebaseerd op de film Mad Max 2, met als doel te overleven in een postapocalyptische wereld door survivalisten te verslaan en grondstoffen te verzamelen. Mindscape ontwikkelde ook een andere Mad Max-game, oorspronkelijk getiteld The Road Warrior, voor het Super Nintendo Entertainment System en Sega Genesis, maar omdat Mindscape de licentie verloor voordat het spel klaar was, veranderden ze de titel in Outlander om juridische problemen te vermijden.
Mad Max is een computerspel uit 2015, ontwikkeld door Avalanche Studios en uitgegeven door Warner Bros. Interactive Entertainment. Het is gebaseerd op de setting van Mad Max en is uitgebracht voor PlayStation 4, Windows, Xbox One, Linux en macOS. De stem van het titelpersonage werd ingesproken door Bren Foster.

### Stripverhalen
Mad Max: Fury Road is een gelimiteerde stripreeks, gemaakt door George Miller, Nico Lathouris en Mark Sexton. De vierdelige serie, die dient als prequel op de gelijknamige film uit 2015, richt zich op verschillende personages uit de film. Vertigo publiceerde één nummer per maand van mei tot augustus 2015. Een bundel van alle nummers werd gepubliceerd op 26 augustus. De serie kreeg gemengde beoordelingen: sommigen vinden het overbodig en slecht uitgevoerd, en velen hadden scherpe kritiek op het nummer dat zich richtte op Imperator Furiosa. Het nummer dat zich concentreerde op Nux en Immortan Joe en de twee nummers die zich richtten op Max Rockatansky werden positiever ontvangen. Personages uit de stripreeks werden later bewerkt voor het Mad Max-computerspel uit 2015 en de film Furiosa: A Mad Max Saga uit 2024.
Mad Max (1979) · Mad Max 2: The Road Warrior (1981) · Mad Max Beyond Thunderdome (1985) · Mad Max: Fury Road (2015) · Furiosa: A Mad Max Saga (2024)